# Calea ferată Pitești–Curtea de Argeș
Linia de cale ferată Pitești–Curtea de Argeș este o cale ferată secundară din România, neelectrificată, simplă pe întreaga distanță dintre cele două orașe. Inaugurarea liniei a avut loc în data de 27 noiembrie 1898, la 2 ani și jumătate de la începerea construcției. Odată cu deschiderea liniei, a fost inaugurată și Gara Curtea de Argeș.
Lungimea totală a traseului este de 38,4 km, fiind străbătut în 60 de minute. În anul 2023, materialul rulant folosit pe această rută era compus din Automotoare Seria 900 sau Desiro Siemens.